# Issati
Issati est une ville du Togo.

## Géographie
Issati est situé à environ 72 km de Atakpamé, dans la Région des plateaux.

## Vie économique
- Marché traditionnel

## Lieux publics
- École primaire
- Dispensaire

## Monuments et sites
- Mosquée